# Chūō, Tōkyō

Sectorul Chūō pe harta Tokyo

Chūō (中央区 Chūō-ku?) este un sector special al zonei metropolitane Tōkyō în Japonia.